# Folco Lulli

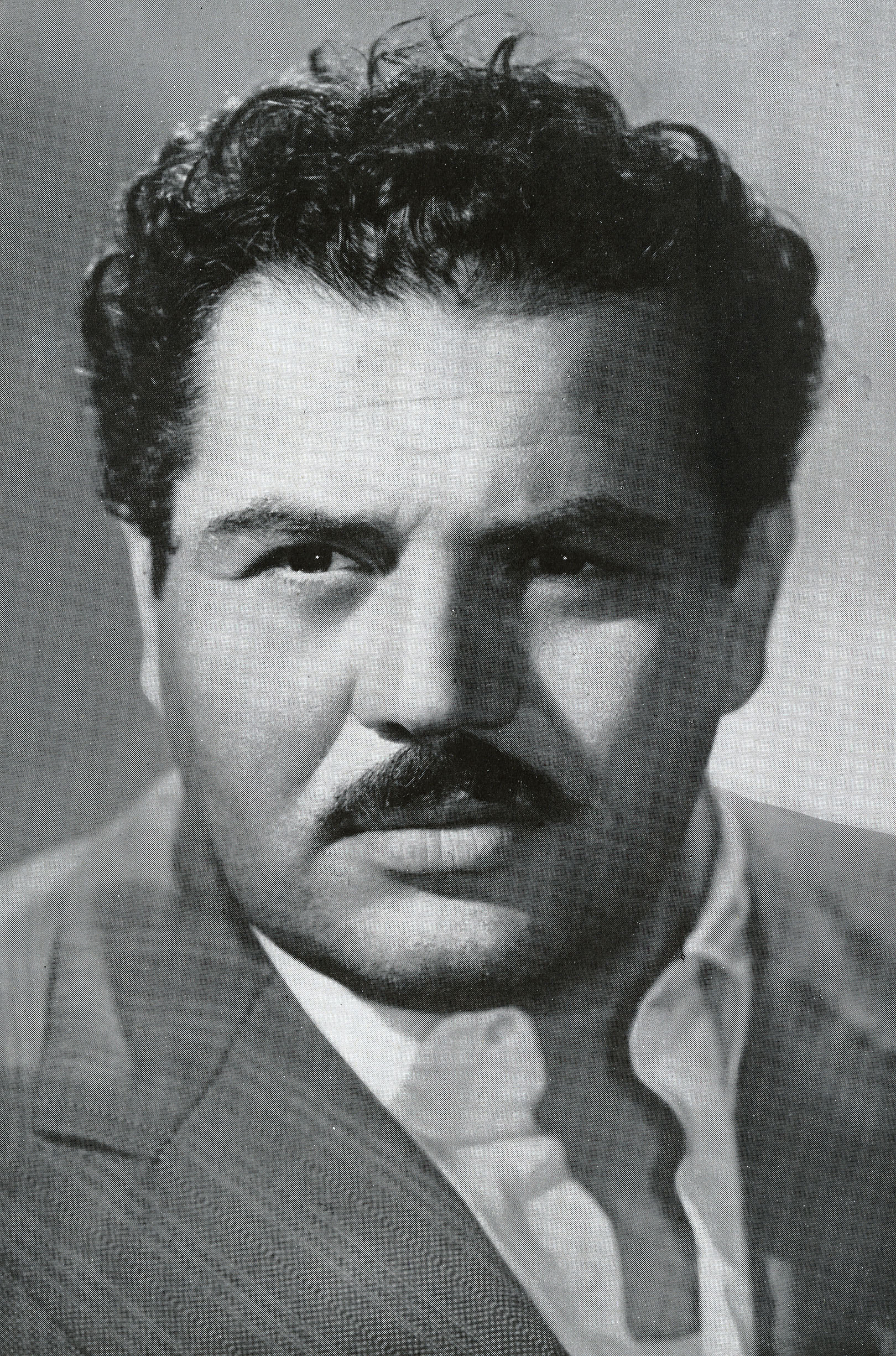
Folco Lulli im Jahr 1954

Folco Lulli (* 3. Juli 1912 in Florenz; † 24. Mai 1970 in Rom) war ein italienischer Schauspieler.

## Leben
Lulli, dessen jüngerer Bruder Piero ebenfalls Schauspieler war, kam nach einer Karriere als Fußballer erst verhältnismäßig spät zum Film. Den größten Erfolg hatte er in Lohn der Angst. Seine späteren Filme hatten nicht mehr diese Bedeutung. Zwischen dem Ende des Zweiten Weltkrieges und dem Ende der 1960er Jahre war er eine Institution des italienischen Films, der aber auch in anderen europäischen Ländern drehte. Nach seinem Debüt in Alberto Lattuadas Il bandito war er, von massiger, grobschlächtiger Statur und mit ausdrucksstarkem, großflächigem Gesicht, auch als ungewöhnlicher Hauptdarsteller engagiert, war jedoch häufig auf handfeste Charaktere, nicht selten auch auf Schurkenrollen festgelegt. Für seine Leistung in Die Peitsche im Genick erhielt er 1964 einen Nastro d’Argento als bester Nebendarsteller. Neben einem Dokumentarfilm war er auch einmal als Regisseur eines Spielfilms aktiv.

## Filmografie (Auswahl)
- 1948: Ohne Gnade (Senza pietà)
- 1949: Nur du bist mein Traum (Al diavolo la celebrità)
- 1949: Vendetta (Non c'è pace tra gli ulivi)
- 1950: Lichter des Varieté (Luci del varietà)
- 1952: Lohn der Angst (Le salaire de la peur)
- 1952: Andere Zeiten (Altri tempi)
- 1953: Bittere Liebe (Noi cannibali)
- 1953: Die große Hoffnung (La grande speranza)
- 1954: Der Graf von Monte Christo (Le Comte de Monte-Cristo)
- 1954: Die Luft von Paris (L'air de Paris)
- 1954: Karussell Neapel (Carosello napoletano)
- 1954: Orientexpress (Orient Express)
- 1956: Das Reismädchen (La risaia)
- 1956: London ruft Nordpol (Londra chiama Polo Nord)
- 1956: Die Ausgestoßenen (Todos somos necesarios)
- 1956: Gangster, Rauschgift und Blondinen (L'homme et l'enfant)
- 1957: Io, Caterina
- 1957: Auge um Auge (Œil pour œil)
- 1958: Heimweh, Stacheldraht und gute Kameraden (Gli Italiani sono matti)
- 1958: In die Falle gelockt (Délit de fuite)
- 1958: Kanonenserenade (Pezzo, capopezzo e capitano)
- 1958: Polikuschka
- 1959: Man nannte es den großen Krieg (La grande guerra)
- 1959: Wölfe in der Tiefe (Lupi nell'abisso)
- 1959: Die Nacht der Gehetzten (La nuit des traqués)
- 1960: Königin der Barbaren (La regina dei tartari)
- 1960: Die Tataren (I tartari)
- 1960: Unter zehn Flaggen (Sotto dieci bandiere)
- 1960: Das Schwert von Persien (Ester e il re)
- 1961: Der Raub der Sabinerinnen (Il ratto delle Sabine)
- 1961: Die Rache der Wikinger (Gli invasori)
- 1962: Der junge General (La Fayette)
- 1963: Die Peitsche im Genick (I compagni)
- 1963: Zorro, der Mann mit den zwei Gesichtern (Il segno di Zorro)
- 1965: Im Reich des Kublai Khan (La fabuleuse aventure de Marco Polo)
- 1966: Die unglaublichen Abenteuer des hochwohllöblichen Ritters Branca Leone (L'armata Brancaleone)
- 1966: Der Mörder mit dem Seidenschal
- 1966: Gemini 13 – Todesstrahlen auf Kap Canaveral (Operazione Goldman)
- 1966: Scharfe Kurven für Madame (Le grand restaurant)
- 1968: Anche nel West c’era una volta Dio
- 1968: Im Staub der Sonne (Spara, gringo, spara)

### Regie
- 1967: Vom Tod begleitet (Gente d'onore)